# Château de Banfi
Pour les articles homonymes, voir Banfi (homonymie).
Le château de Banfi est un château situé sur une colline du village homonyme près de Štrigova, au nord de la Croatie.

## Historique
Sa construction date de 1373 par le comte de Banffy, le seigneur de Lendava, dans la Slovénie voisine.
Le manoir est une construction d'un étage, conçue avec un plan en L, avec la façade extérieure faite de fenêtres alignées. Son entrée est constituée d'arcade au-dessous de l'aile d'ouest. Au cours des dernières années, Banfi a subi une rénovation minutieuse.
Pendant de nombreux siècles, le manoir appartenait à plusieurs familles nobles comme Banffy, Festetic et Franetovic. Aujourd'hui il appartient à la famille Žižek, une famille entrepreneuriale du comitat de Međimurje.

## Source
- (en) Cet article est partiellement ou en totalité issu de l’article de Wikipédia en anglais intitulé « Banfi Manor » (voir la liste des auteurs).